# Llangynog, Powys
Llangynog är en community i Storbritannien.   Den ligger i kommunen Powys och riksdelen Wales, i den södra delen av landet, 270 km nordväst om huvudstaden London.